# 크리스 스누누
크리스 스누누(Christopher Thomas Sununu, 1974년 11월 5일, 뉴햄프셔주 세일럼 ~ )는 미국의 정치인이다.

## 학력
- 매사추세츠 공과대학교 환경공학과

## 경력
- 2011.01 ~ 2017.01 뉴햄프셔 행정위원회 제3선거구 위원
- 2017.01 ~ 2025.01 제82대 뉴햄프셔주 주지사

## 가족 관계
- 할아버지 : 존 살레 수누누
- 할머니 : 빅토리아 수누누
- 아버지: 존 H. 스누누 (1939 ~ )
- 어머니: 낸시 헤이스
- 형제자매 : 존 수누누, 마이클 수누누, 제임스 수누누, 피터 수누누, 크리스티나 수누누, 엘리자베스 수누누, 캐서린 수누누
- 배우자: 발레리 수누누 (기혼: 2001 ~ )
- 자녀: 레오 수누누

## 역대 선거 결과
| 선거명      | 직책명                                   | 대수 | 정당   | 득표율 | 득표수    | 결과 | 당락                            |
| ----------- | ---------------------------------------- | ---- | ------ | ------ | --------- | ---- | ------------------------------- |
| 2010년 선거 | 뉴햄프셔 행정위원회 (뉴햄프셔 제3선거구) | -대  | 공화당 | 55.86% | 53,053표  | 1위  | 뉴햄프셔주 행정위원회 위원 당선 |
| 2012년 선거 | 뉴햄프셔 행정위원회 (뉴햄프셔 제3선거구) | -대  | 공화당 | 55.16% | 75,856표  | 1위  | 뉴햄프셔주 행정위원회 위원 당선 |
| 2014년 선거 | 뉴햄프셔 행정위원회 (뉴햄프셔 제3선거구) | -대  | 공화당 | 61.57% | 61,601표  | 1위  | 뉴햄프셔주 행정위원회 위원 당선 |
| 2016년 선거 | 뉴햄프셔 주지사                          | 82대 | 공화당 | 48.84% | 354,040표 | 1위  | 뉴햄프셔 주지사 당선            |
| 2018년 선거 | 뉴햄프셔 주지사                          | 82대 | 공화당 | 52.78% | 302,764표 | 1위  | 뉴햄프셔 주지사 당선            |
| 2020년 선거 | 뉴햄프셔 주지사                          | 82대 | 공화당 | 65.13% | 516,609표 | 1위  | 뉴햄프셔 주지사 당선            |
| 2022년 선거 | 뉴햄프셔 주지사                          | 82대 | 공화당 | 56.98% | 352,813표 | 1위  | 뉴햄프셔 주지사 당선            |

## 참고 자료
- 공식블로그
- 유튜브
- 크리스 스누누 - X
- 크리스 스누누 - 페이스북